# Château de Panloup
Le château de Panloup est un château du XVIIe siècle situé à Yzeure, dans le département français de l'Allier. Inscrit aux Monuments historiques, il abrite aujourd'hui le service Jeunesse et l'accueil de loisirs de la ville.

## Localisation
Le château est situé dans le quartier du Plessis, sur la commune d'Yzeure, commune limitrophe de Moulins, chef-lieu du département de l'Allier (dans la région Auvergne-Rhône-Alpes, anciennement Auvergne), 

## Description
Le château de Panloup, bâti de briques bicolores, se compose d'un corps de bâtiment central, à rez-de-chaussée et étage sous comble, entouré par deux autres corps de bâtiments couverts en pavillon, l'un au nord et l'autre au sud. Sur la façade est, faisant saillie sur le bâtiment central, une construction rectangulaire accompagnée d'une tour ronde qui, de même que l'autre tour lui faisant opposition, a sa partie supérieure couronnée par un campanile. Sur la façade nord, un fronton curviligne tronqué témoigne de l'ancienne présence d'une porte ; la maçonnerie de briques et de pierres et les toitures en tuiles plates contribuent au style régionaliste de l'ensemble. À l'intérieur, la porte menant à l'ancienne chapelle est ornée d’une pierre du XIIe   ou   XIIIe siècle représentant l'agneau pascal.
La demeure est entourée d'un vaste parc semé de grands arbres comme un platane centenaire ou un majestueux cèdre du Liban. Le château est le point de départ du sentier de randonnée "Yzeure 2000".

## Historique
Construit au XVIIe siècle sous le règne de Louis XIII, le château fut la résidence d'officiers moulinois, mais fut principalement habité par des familles privées. Le premier propriétaire de Panloup connu est Louis de     Launay, un médecin, à partir de 1550. Puis ce fut Jacques Bodinat, un avocat, qui demeura au château, vers 1639 ; son fils François, lieutenant en la châtellenie de Bessay et de Pougny, gendarme du Roi, qui devint sieur de la Motte d'Arizolles, prit sa suite au château.
Au XVIIIe, le château nécessitait des réparations ; Pierre Maquin, sieur de Panloup et de La Ronde, fut élu le 3 février 1709, par l'assemblée des propriétaires fonciers de la paroisse d'Yzeure, chef du syndicat responsable des réparations projetées au clocher, au chapiteau et à la clôture du cimetière de la paroisse. Il refusa cette charge le 5 février, arguant qu'il était âgé de 75 ans, qu'il était infirme et possédait un privilège d'officier militaire. Ainsi, les réparations durent se faire sans lui.
Au début de ce même siècle, Panloup appartenait à la famille Roy : Gilbert Roy, écuyer, et également sieur de Bouchaine et de La Brosse, était en 1722 le propriétaire du château. Le château passa ensuite à différentes familles, avant d'être finalement racheté par la commune au XXe siècle.
L'édifice est inscrit au titre des monuments historiques en 1947. Il abrite aujourd'hui le service Jeunesse et l'accueil de loisirs de la ville. Des expositions temporaires, surtout destinées au jeune public, y sont régulièrement organisées, venant compléter la collection personnelle du château de représentations de coqs (plus de 250 objets les représentant).